# Tristan Murail
Tristan Murail (Le Havre, 11 maart 1947) is een Frans componist.

## Afkomst en opleiding
Zijn vader Gérard Murail is dichter en zijn moeder Marie-Thérèse Barrois is journaliste. Zijn broer Lorris Murail en zijn jongere zussen Elvire Murail (ook bekend als 'Moka') en Marie-Aude Murail (kinderboekenschrijver) zijn ook auteur.
Hij studeerde aanvankelijk economie en Noord-Afrikaans Arabisch. Daarna ging Murail compositie studeren bij Olivier Messiaen aan het Conservatoire national supérieur de musique in Parijs van 1967 tot 1972.

## Activiteiten
Hij gaf les in computermuziek aan het Parijse Conservatorium en compositie aan het IRCAM, waar hij meewerkte aan de ontwikkeling van de Patchwork-compositiesoftware. In 1973 was hij een van de oprichtende leden van het Ensemble l'Itinéraire. Vanaf 1997 is hij docent compositie aan Columbia-universiteit in New York.

## Prijzen en onderscheidingen
Murail won onder andere de Prix de Rome (aangeboden door de Franse Académie des beaux-arts in 1971), de Grand Prix du Disque (1990) en de Grand Prix du Président de la République, Académie Charles Cros (1992).

## Composities
Murail wordt geassocieerd met de 'spectrale' compositietechniek, die gebruikmaakt van de fundamentele eigenschappen van geluid als basis voor harmonie, en tevens van het gebruik van spectraalanalyse, frequentiemodulatie, ringmodulatie en amplitudemodulatie als methode om polyfonie te verkrijgen.
Murails werk wordt uitgegeven door Salabert en Editions Henry Lemoine. Zijn muziek werd opgenomen op de labels Una Corda, Metier, Adés, en MFA-Radio France.
Tot zijn belangrijkste werken behoren grote orkestwerken als Gondwana, Time en Again en later Serendib en L'esprit des dunes. Andere stukken zijn Désintégrations voor 17 instrumenten en tape, Mémoire/Erosion voor hoorn en 9 instrumenten Ethers voor fluit en ensemble, en Vampyr! voor elektrische gitaar.
Murail componeerde ook een serie solostukken voor verschillende instrumenten in zijn cyclus Random Access Memory, waarvan de zesde, Vampyr!, een van de zeldzame klassieke stukken voor elektrische gitaar is. Vampyr! is een van de vele werken in zijn oeuvre die niet gebruik maken van spectrale technieken. In de toelichting vraagt de componist het stuk te spelen zoals gitaristen in de poprocktraditie dat doen, zoals Carlos Santana en Eric Clapton.

### Oeuvre
- 1969, Couleur de mer,
- 1970, Altitude 8000, voor orkest,
- 1970, Où tremblent les contours, voor 2 altviolen,
- 1971, Les miroirs étendus, voor ondes Martenot en piano,
- 1971, Ligne de non-retour, voor zeven instrumenten,
- 1971, Mach 2,5, voor twee ondes Martenot,
- 1972, Au-delà du mur du son, voor groot orkest,
- 1972, Estuaire, 2 stukken voor piano,
- 1972 (rév. 1992), L'attente, voor zeven instrumenten,
- 1973, Cosmos privé, voor orkest,
- 1973, La dérive des continents, voor altiool en strijkorkest,
- 1973, Les nuages de Magellan,
- 1974, Tigre de verre, voor ondes Martenot en piano,
- 1974, Transsahara express, voor fagot en piano,
- 1974-1975, Sables, voor orkest,
- 1976, C'est un jardin secret, ma sœur, ma fiancée, une fontaine close, une source scellée voor altviool solo,
- 1976, Mémoire / Erosion, voor hoern en negen instrumenten,
- 1977, Tellur, voor guitar,
- 1977, Territoires de l'oubli, voor piano,
- 1978, Ethers, voor fluit en ensemble,
- 1978, Treize couleurs du soleil couchant,
- 1979, Les courants de l'espace, voor ondes Martenot en klein orkest,
- 1980, Gondwana, voor orkest,
- 1982, La conquête de l'Antarctique, voor ondes Martenot,
- 1982, Désintégrations, voor 17 instrumenten en elektronische geluiden,
- 1984, Vampyr!, voor elektrische gitaar, uit Random Access Memory,
- 1985, Sillages, voor orkest,
- 1985, Time en again, voor orkest,
- 1986, Atlantys, voor 2 DX7 Yamaha synthesizers uit Random Access Memory,
- 1986, Vision de la cité interdite, voor 2 DX7 Yamaha synthesizers, uit Random Access Memory,
- 1984-1987, Random Access Memory,
- 1988, Vues aériennes, voor hoorn, viool, cello en piano,
- 1989, Allégories, voor 6 instrumenten en elektronische geluiden,
- 1986-1988, Les sept paroles du Christ en croix, voor orkest en koor,
- 1990, Le fou à pattes bleues, voor fluit en piano,
- 1990-1991, La dynamique des fluides, voor orkest,
- 1992, Attracteurs étranges, voor cello,
- 1992, Cloches d’adieu, et un sourire... in memoriam Olivier Messiaen, voor piano,
- 1992, Serendib, voor 22 musici,
- 1993, La barque mystique, voor vijf instrumenten,
- 1993, La mandragore, voor piano,
- 1993-1994, L'esprit des dunes, voor ensemble,
- 1995, ...amaris et dulcibus aquis..., voor koor en elektronische geluiden,
- 1995, Unanswered questions, voor fluit,
- 1996, Bois flotté, voor piano, trombone, strijktrio, kunstmatige geluiden en synthesized geluiden,
- 1996, Le partage des eaux, voor groot orkest,
- 1998, Comme un oeil suspendu et poli par le songe..., voor piano,
- 1998, Feuilles à travers les cloches, extrait de «Portulan», voor fluit, viool, cello en piano,
- 2000, Winter fragments, voor fluit, klarinet, piano, viool, MIDI keyboard en computer,
- 2001, Le lac, voor orkest,
- 2002, Les travaux et les jours voor piano,
- 2003-2004, Terre d’ombre, voor groot orkest en elektronische geluiden,
- 2005, Pour adoucir le cours du temps, voor 18 instrumenten, MIDI keyboard en computer,
- 2006, Les ruïnes circulaires, uit Portulan, voor klarinet en viool,
- 2006, Seven Lakes Drive, extrait de «Portulan», voor fluit, klarinet, hoorn, piano, viool en cello,
- 2006, Légendes urbaines, voor 22 instrumenten,
- 2007, Contes cruels, voor 2 elektrische gitaren en orkest,
- 2008, Liber fulguralis, voor ensemble, electronics en video,
- 2008, Garrigue, voor basfluit (of altfluit), altviool, cello en slagwerk,
- 2009, En moyenne et extrême raison, voor ensemble en kunstmatige geluiden,
- 2010, Les sept paroles, voor orkest en koor.